# Conops bilineatus
Conops bilineatus är en tvåvingeart som beskrevs av Camras 2000. Conops bilineatus ingår i släktet Conops och familjen stekelflugor. Inga underarter finns listade i Catalogue of Life.